# Подвис (Бургасская область)
Подвис (болг. Подвис) — село в Болгарии. Находится в Бургасской области, входит в общину Сунгурларе. Население составляет 482 человека.
С севера село прикрыто двумя невысокими сопками — Облеченото-Кале и Голото-Кале (одетая башня и голая башня). Собственно, название башня справедливо к «одетой» сопке, на которой до сих пор сохранились развалины основания древнеримского укрепления. Название села соответствует его расположению Подвис — под височина. Эти сопки создают своеобразный микроклимат в селе, предохраняя его от холодных северных ветров, в то же время оставляя доступным для тёплых: южных и восточных. Достаточно уникальна местная гидрография, так как через Подвис проходит водораздел между двумя достаточно удалёнными морями — Чёрным и Эгейским. Об этом свидетельствует известная в Болгарии водораздельная Чешма-памятник, в которой вода, вытекающая с восточной стороны корыта чешмы, течёт в Луда-Камчию (дурная Камчия — так её называют из-за весенней бесноватости) и дальше в Чёрное море, вода с западной стороны в итоге вливается в реку Тунджа, текущую в Эгейское (Бяло) море.

## Политическая ситуация
В местном кметстве Подвис, в состав которого входит Подвис, должность кмета (старосты) исполняет Желязко Кынев Ганев (Болгарская социалистическая партия (БСП)) по результатам выборов правления кметства.
Кмет (мэр) общины Сунгурларе — Георги Стефанов Кенов (Движение за права и свободы (ДПС)) по результатам выборов в правление общины.